# Dorothy Hamill

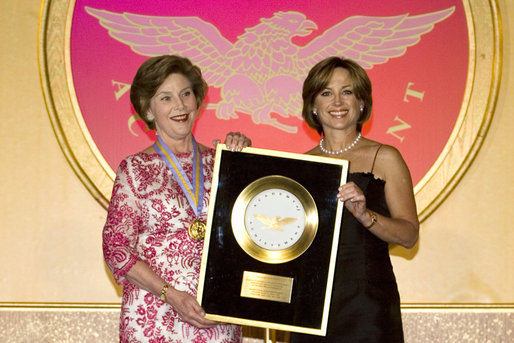
Dorothy Hamill (rechts) met Laura Bush

Dorothy Hamill (Chicago, 26 juli 1956) is een Amerikaans kunstschaatsster, die op achtjarige leeftijd begon met figure skating. In 1969 won ze de zogeheten National Novice titel. In 1976 werd ze wereldkampioene en won ze olympisch goud in Innsbruck. Ze is de laatste schaatsster, die goud won zonder een triple jump te brengen.
Ze is de jongste van drie kinderen. Haar ouders heetten Carol en Chalmers Hamill.

## Belangrijke resultaten
| Resultaten              | 1971 | 1972 | 1973   | 1974   | 1975   | 1976 |
| ----------------------- | ---- | ---- | ------ | ------ | ------ | ---- |
| Olympische Spelen       |      |      |        |        |        | Goud |
| Wereldkampioenschap     |      | 7e   | 4e     | Zilver | Zilver | Goud |
| Nationaal Kampioenschap | 5e   | 4e   | Zilver | Goud   | Goud   | Goud |

1908: Madge Syers ·
1920: Magda Julin ·
1924: Herma Plank-Szabo ·
1928: Sonja Henie ·
1932: Sonja Henie ·
1936: Sonja Henie ·
1948: Barbara Ann Scott ·
1952: Jeannette Altwegg ·
1956: Tenley Albright ·
1960: Carol Heiss ·
1964: Sjoukje Dijkstra ·
1968: Peggy Fleming ·
1972: Beatrix Schuba ·
1976: Dorothy Hamill ·
1980: Anett Pötzsch ·
1984: Katarina Witt ·
1988: Katarina Witt ·
1992: Kristi Yamaguchi ·
1994: Oksana Bajoel ·
1998: Tara Lipinski ·
2002: Sarah Hughes ·
2006: Shizuka Arakawa ·
2010: Kim Yuna ·
2014: Adelina Sotnikova ·
2018: Alina Zagitova ·
2022: Anna Sjtsjerbakova
- Gemeinsame Normdatei: 123858070
- International Standard Name Identifier: 0000 0000 7392 2904
- Library of Congress Control Number: n83046765
- National Archives and Records Administration: 10569135
- Virtual International Authority File: 25975352
- WorldCat: E39PBJpDTQkmYdJdc337dp3PcP